# Steve Shaw (tennis)
Pour les articles homonymes, voir Steve Shaw et Shaw.
Stephen Shaw dit Steve Shaw, né le 1er janvier 1963 à Enfield, est un joueur de tennis britannique, professionnel entre 1982 et 1989.

## Carrière
Steve Shaw a étudié la médecine du sport à l'Université de l'Alabama entre 1980 et 1982.
Il a passé trois semaines dans le top 100 mondial en 1985 après une demi-finale atteinte à Marbella. En simple, il est aussi quart de finaliste à Bordeaux en 1987 et Bristol en 1988. En double, il compte une victoire lors du Grand Prix de Bordeaux en 1985 avec David Felgate. Sur le circuit secondaire, il s'est imposé à Thessalonique en 1984 en simple et en double avec Jeremy Bates.
Il a fait partie de l'équipe de Grande-Bretagne de Coupe Davis entre 1984 et 1988, disputant huit matchs et en remportant trois contre le Portugal en 1985.

## Palmarès

### Titre en double messieurs
| No | Date       | Nom et lieu du tournoi           | Catégorie | Dotation | Surface      | Partenaire    | Finalistes                    | Score         |  |
| -- | ---------- | -------------------------------- | --------- | -------- | ------------ | ------------- | ----------------------------- | ------------- |  |
| 1  | 16-09-1985 | Grand Prix Passing Shot Bordeaux |           | 80 000 $ | Terre (ext.) | David Felgate | Libor Pimek Blaine Willenborg | 6-4, 5-7, 6-4 |  |

## Parcours dans les tournois duGrand Chelem

### En simple
| Année | Open d'Australie | Open d'Australie | Internationaux de France | Internationaux de France | Wimbledon       | Wimbledon     | US Open | US Open |
| ----- | ---------------- | ---------------- | ------------------------ | ------------------------ | --------------- | ------------- | ------- | ------- |
| 1984  | 2e tour (1/32)   | Ramesh Krishnan  | —                        | —                        | 2e tour (1/32)  | Andrés Gómez  | —       | —       |
| 1985  | 1er tour (1/64)  | Damir Keretic    | 1er tour (1/64)          | S. Živojinović           | 1er tour (1/64) | Chris Lewis   | —       | —       |
| 1986  | —                | —                | —                        | —                        | 1er tour (1/64) | Tim Wilkison  | —       | —       |
| 1987  | —                | —                | —                        | —                        | 2e tour (1/32)  | Jimmy Connors | —       | —       |
| 1988  | 2e tour (1/32)   | S. Živojinović   | —                        | —                        | 1er tour (1/64) | Wally Masur   | —       | —       |

N.B. : à droite du résultat se trouve le nom de l'ultime adversaire.

### En double
| Année | Open d'Australie                                                                 | Open d'Australie | Internationaux de France                                                      | Internationaux de France                                                              | Wimbledon                                                                            | Wimbledon | US Open | US Open |
| ----- | -------------------------------------------------------------------------------- | ---------------- | ----------------------------------------------------------------------------- | ------------------------------------------------------------------------------------- | ------------------------------------------------------------------------------------ | --------- | ------- | ------- |
| 1983  | —                                                                                | —                | —                                                                             | —                                                                                     | 2e tour (1/16) Nick Brown \|\| style="text-align:left;" \| S. Giammalva H. Sundström | —         | —       |         |
| 1984  | —                                                                                | —                | —                                                                             | —                                                                                     | 2e tour (1/16) C. Bradnam \|\| style="text-align:left;" \| H. Günthardt B. Taróczy   | —         | —       |         |
| 1985  | 2e tour (1/16) C. Steyn \|\| style="text-align:left;" \| M. Dickson T. Wilkinson | —                | —                                                                             | 2e tour (1/16) C. Dowdeswell \|\| style="text-align:left;" \| S. Meister E. Teltscher | —                                                                                    | —         |         |         |
| 1986  | —                                                                                | —                | 1er tour (1/32) J. Bates \|\| style="text-align:left;" \| Ken Flach R. Seguso | 2e tour (1/16) D. Felgate \|\| style="text-align:left;" \| P. McNamara P. McNamee     | —                                                                                    | —         |         |         |
| 1987  | —                                                                                | —                | —                                                                             | —                                                                                     | 1er tour (1/32) J. Lloyd \|\| style="text-align:left;" \| P. Aldrich W. Green        | —         | —       |         |
| 1988  | 1er tour (1/32) T. Theine \|\| style="text-align:left;" \| D. Lewis Iwo Werner   | —                | —                                                                             | 1/8 de finale J. Lloyd \|\| style="text-align:left;" \| W. Masur M. Woodforde         | —                                                                                    | —         |         |         |
| 1989  | —                                                                                | —                | —                                                                             | —                                                                                     | 2e tour (1/16) J. Lloyd \|\| style="text-align:left;" \| J. Fitzgerald A. Järryd     | —         | —       |         |

N.B. : le nom du ou de la partenaire se trouve sous le résultat ; le nom des ultimes adversaires se trouve à droite.